# (10675) Kharlamov
(10675) Kharlamov est un astéroïde de la ceinture principale.

## Description
(10675) Kharlamov est un astéroïde de la ceinture principale. Il fut découvert le 1er novembre 1978 à Naoutchnyï par Lioudmila Jouravliova. Il présente une orbite caractérisée par un demi-grand axe de 2,38 UA, une excentricité de 0,21 et une inclinaison de 3,2° par rapport à l'écliptique.

## Compléments